# Achille Silvestrini
Achille kardinál Silvestrini (25. října 1923 Brisighella – 29. srpna 2019) byl italský římskokatolický kněz, vatikánský diplomat a kardinál.

## Kněz
Studoval na Univerzitě v Boloni, Papežské lateránské univerzitě a Papežské diplomatické akademii. V roce 1953 nastoupil do diplomatických služeb Svatého stolce. Nejdříve působil na státním sekretariátu jako expert pro země jihovýchodní Asie. V letech 1958 až 1969 byl osobním sekretářem dvou státních sekretářů – Domenico Tardiniho a Amleto Giovanni Cicognaniho. Od roku 1969 pracoval v radě veřejných správ, účastnil se řady setkání a mezinárodních konferencí. Podílel se mj. na všech etapách přípravy Konference o bezpečnosti a spolupráci v Evropě v Helsinkách a Ženevě v 70. letech 20. století. Od července 1973 byl podsekretářem Rady pro veřejné záležitosti církve, přednášel také na Papežské diplomatické akademii.

## Biskup a kardinál
V květnu 1979 byl jmenován sekretářem zmíněné rady a titulárním arcibiskupem. Biskupské svěcení mu udělil 27. května téhož roku papež Jan Pavel II. V letech 1979 až 1984 vedl jednání s italskou vládou o revizi Lateránských smluv. Při konzistoři 28. června 1988 ho Jan Pavel II. jmenoval kardinálem. V červenci 1988 se stal prefektem Tribunálu Apoštolské signatury, od května 1991 stál v čele Kongregace pro východní církve. Plnil zároveň čestnou funkci velkého kancléře Papežské orientálního institutu. Na tyto funkce rezignoval v listopadu 2000. Jeho nástupcem se stal Ignác Moussa I. Daúd.

## Vyznamenání
- velkokříž Řádu Kristova – Portugalsko, 9. září 1981[1]
- velkokříž Řádu zásluh o Italskou republiku – Itálie, 4. října 1985[2]
- velkokříž Řádu prince Jindřicha – Portugalsko, 20. února 1991[1]
- velkodůstojník Řádu rumunské hvězdy – Rumunsko, 2004